# Thần đạo Quốc gia
 Thần đạo Quốc gia  (Kokka Shintō, 国家神道, Quốc gia thần đạo) là quốc giáo của Đế quốc Nhật Bản. Thật ra, khái niệm "Thần đạo quốc gia" chưa xuất hiện vào thời đại đó, mà chỉ mới được đề xuất lần đầu tiên vào thập niên 1970 bởi Shigeyoshi Murakami nhằm ám chỉ những quan niệm, lễ nghi và tổ chức của Thần đạo do triều đình của Đế quốc Nhật Bản nhằm đề cao tính chất thần thánh của Thiên hoàng và "quốc thể" (kokutai) của Nhật Bản. Tác phẩm của Murakami tỏ ra là một trong những quyển sách bán chạy nhất bàn về tôn giáo ở Nhật Bản. Quả đúng là Triều đình Thiên hoàng có can thiệp vào việc xúc tiến và cổ vũ Thần đạo Quốc gia, tuy nhiên các học giả cho rằng mức độ can thiệp của chính phủ đã bị khuếch trương quá mức trong tác phẩm.

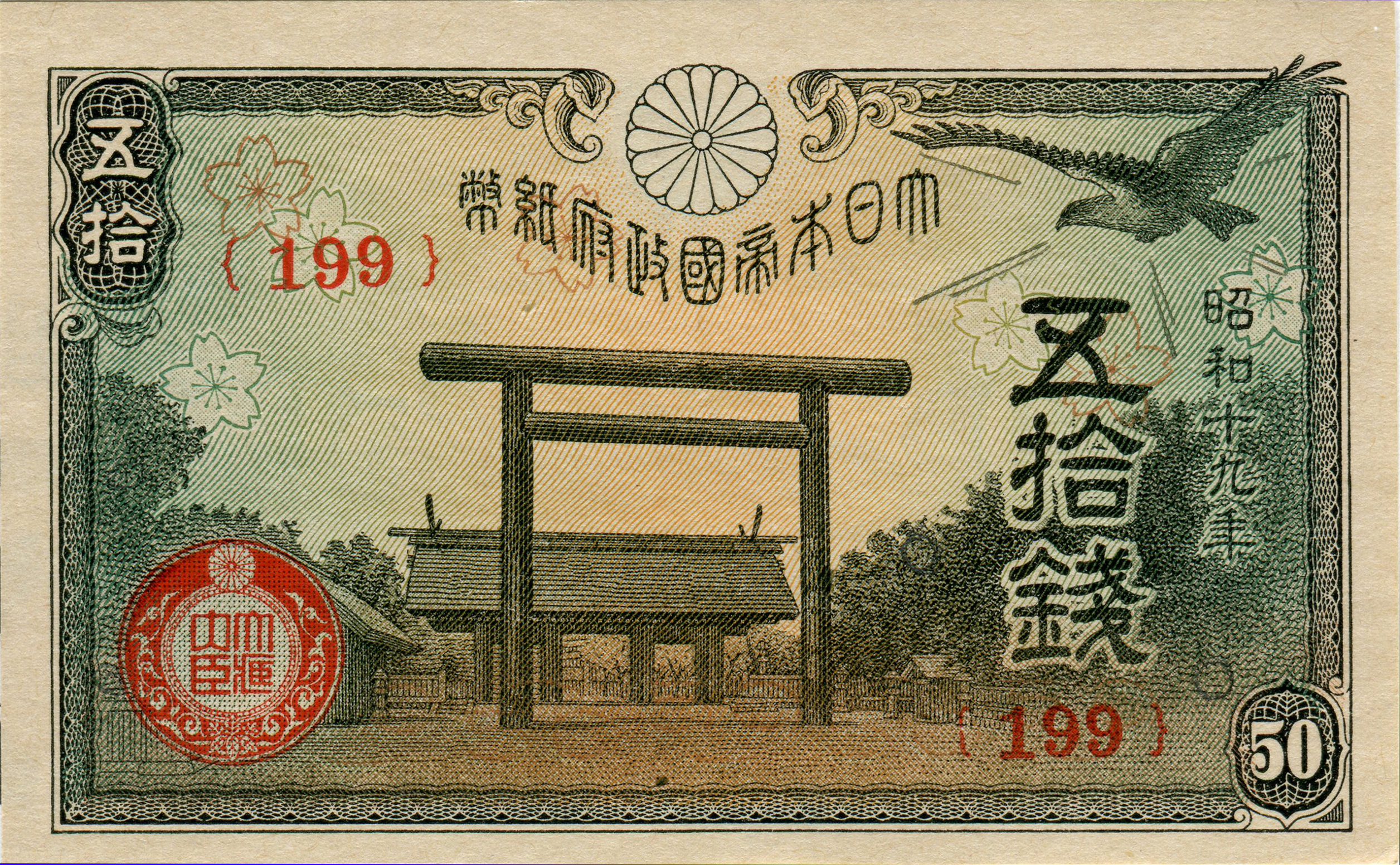
Ngân phiếu của Đế quốc Nhật Bản có hình đền Yasukuni

## Lịch sử
Vào cuối thời kỳ Giang Hộ, rất nhiều học giả theo đường lối "Quốc học" kokugaku tin rằng Thần đạo sẽ trở thành một nhân tố quan trọng giúp thống nhất đất nước dưới trướng của Thiên hoàng trong thời điểm mà nước Nhật đang chuyển mình mạnh mẽ theo hướng hiện đại hóa. Trong thời kỳ Minh Trị duy tân, triều đình Thiên hoàng cảm thấy họ cần phải tiến hành một cuộc hiện đại hóa nhanh chóng về mặt kinh tế Nhật Bản và chính trị, và các Phiên phiệt (藩閥, hanbatsu) thuộc quả đầu chế (katousei) – những triều thần đứng đầu Nhật Bản lúc ấy - cho rằng việc này chỉ có thể thực hiện khi nước Nhật có được một sự thống nhất về văn hóa và dân tộc.
Năm 1868, triều đình Thiên hoàng thiết lập Thần kỳ sự vụ cục (神祇事務局 Jingi Jimukyoku) nhằm lo việc tôn giáo và cũng nhằm để tách Thần đạo ra khỏi Phật giáo – hai tôn giáo này vốn dĩ đã trộn lẫn với nhau trên nhiều mặt suốt thời gian qua.

### Thành lập
Năm 1871, tất cả những đền thờ Thần đạo tại Nhật Bản đều bị quốc hữu hóa và trở thành tài sản của Triều đình Thiên hoàng. Các đền thờ này được phân phong cấp bậc theo một hệ thống được Triều đình quy định sẵn và nhận được một khoản tiền trợ cấp. Theo hệ thống cấp bậc của Triều đình, các đền thờ Thần đạo được chia làm 12 bậc, trong đó Y Thế Thần Cung (được xây dựng để thờ phụng Thiên Chiếu Đại Thần) và dĩ nhiên biểu thị cho tính chất hợp pháp của quyền lực Thiên hoàng) đứng ở vị trí cao nhất.
Hơn nữa, tất cả mọi thần dân của Nhật Bản bị buộc phải đăng ký "hộ tịch" trong mỗi "giáo khu" do một đền thờ Thần đạo quản lý; đồng thời mỗi thần dân mặc nhiên là một "giáo dân" nằm dưới sự quản lý của Y Thế Thần Cung. Điều này trái ngược với chính sách của Mạc phủ Tokugawa: mỗi người dân đăng ký "hộ tịch" của mình với những ngôi chùa hơn là với những ngôi đền Thần đạo.
Năm 1872, một Thần kỳ quan (神祇官 Jingikan) được thành lập nhằm xúc tiến việc xây dựng các nghi lễ Thần đạo do Triều đình đích thân cai quản, đồng thời các thầy tư tế Thần đạo cũng trở thành nhân viên phục vụ trong triều đình Thiên hoàng. Như vậy là, from a legal perspective, Thần đạo Quốc gia không hẳn là một tôn giáo vì nội dung của nó nặng về việc truyền dạy những quy tắc mang tính đạo đức hơn là mang tính tôn giáo.
Thật ra thì quá trình này chủ yếu chỉ được đẩy mạnh tại những ngôi đền Thần đạo lớn và quan trọng; những tập tục, nghi lễ Thần đạo "không chính thống" nhưng thịnh hành trong dân gian dường như được "cho qua", còn những chi phái Thần đạo phát triển từ thời kỳ Giang Hộ cũng được Triều đình cho phép hoạt động dưới sự kiểm soát của giáo phái chính thống.
Năm 1890, Triều đình Thiên hoàng ban hành Giáo dục Sắc ngữ, quy định các học sinh sinh viên phải thuộc nằm lòng những lời tuyên thệ trung thành với Quốc gia, phải "dâng hiến bản thân mình cho Quốc gia" cũng như cho Hoàng gia. Việc sùng bái, thờ phụng Thiên hoàng được xúc tiến thông qua việc phân phát ảnh của Thiên hoàng để người dân quỳ lạy và bày tỏ sự tôn kính. Những hoạt động này nhằm củng cố sự đoàn kết trong toàn dân tộc và toàn quốc gia Nhật Bản thông qua việc tuân thủ một cách cung kính những nghi lễ và giá trị của Thần đạo; điều này khiến cho chủ nghĩa dân tộc Nhật Bản trước Đại chiến thế giới mang một màu sắc thần bí và có tính hướng nội về mặt văn hóa.

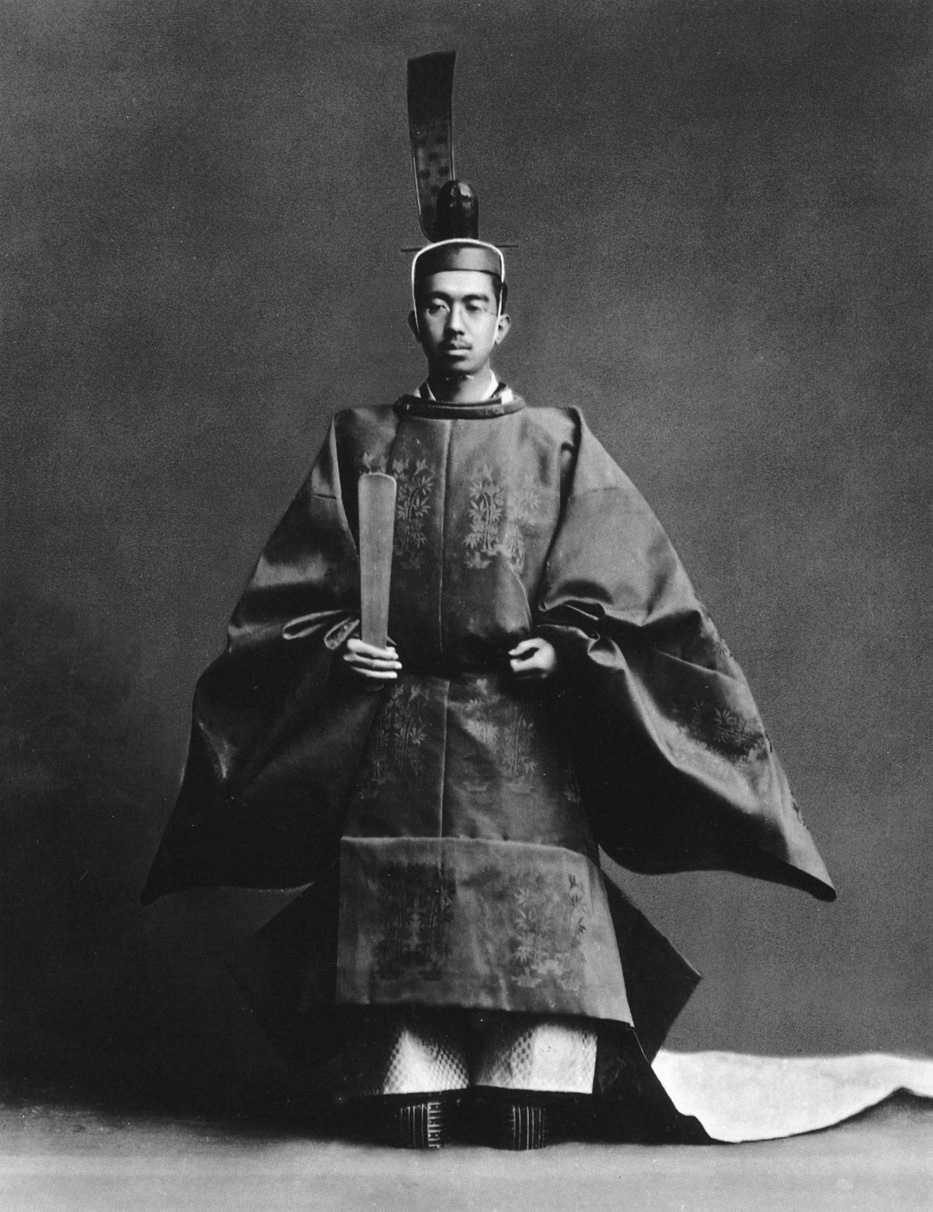
Chiêu Hòa Thiên hoàng, húy Hirohito, trong trang phục giáo sĩ tối cao của Thần Đạo Quốc gia.

Theo điều số 28 của Đại Nhật Bản Đế quốc Hiến pháp năm 1889, vị trí đặc biệt của Thần đạo được củng cố, tuy nhiên Hiến pháp cũng cho phép tự do tôn giáo với điều kiện các tôn giáo khác chỉ được hoạt động "trong phạm vi không gây thiệt hại cho nền thái bình và ổn định cũng như không làm trái với bổn phận thần dân". Trên thực tế, điều này có nghĩa là các tổ chức tôn giáo cần phải được Triều đình cấp phép hoạt động, đồng thời các học thuyết và lễ nghi của họ cũng bị kiểm duyệt.
Trong Thế chiến thứ hai, Thần đạo Quốc gia được chính phủ sử dụng để khơi gợi lòng yêu nước và củng cố chủ nghĩa quân phiệt Nhật Bản. Những chính trị gia nổi bật trong chính phủ Nhật Bản lúc này như Koiso Kuniaki, Yanagawa Heisuke, Hiranuma Kiichirō và Hoàng thân Kan'in Kotohito tham gia nhiều nghi lễ Thần đạo công cộng mô phỏng các nghi lễ cổ xưa; việc này nhằm mục đích cổ vũ cho ý tưởng rằng việc ủng hộ cuộc chiến tranh xâm lược của Nhật Bản là một nghĩa vụ thiêng liêng.
Sau khi Nhật Bản đầu hàng Đồng Minh vào năm 1945, Thần đạo Quốc gia cũng chính thức kết thúc sự tồn tại của nó.

### Giải tán
Ngày 1 tháng 1 năm 1946, Thiên hoàng Chiêu Hòa ra một bản Tuyên ngôn nhân gian (Ningen-sengen, 人間宣言, Nhân gian tuyên ngôn), trong đó ông dẫn ra năm lời thề do Thiên hoàng Minh Trị chuẩn y vào năm 1868 rồi tuyên bố rằng Thiên hoàng chỉ là người thường, không phải thần thánh. Lúc đó, Tổng chỉ huy các lực lượng Đồng Minh tại Nhật Bản là thống tướng Douglas MacAthur yêu cầu Nhật Bản phải tách bạch tôn giáo khỏi Nhà nước, điều này được quy định rõ trong Hiến pháp Nhật Bản năm 1947.
Tuy nhiên trên thực tế thì chính sách này tỏ ra mập mờ và bỏ sót nhiều chỗ. Ví dụ như Takase Hiroi cho rằng, trái với nhiều ý kiến trên thế giới, người Nhật không xem Khổng giáo như một tôn giáo.